# Weißtannen-Nadelholzspanner
Der Weißtannen-Nadelholzspanner (Thera vetustata, Syn.: Thera stragulata), zuweilen auch  als Heller Fichtenwald-Blattspanner oder Bergfichtenwald-Blattspanner bezeichnet, ist ein Schmetterling (Nachtfalter) aus der Familie der Spanner (Geometridae).

## Merkmale

### Falter
Die Flügelspannweite der Falter beträgt 24 bis 30 Millimeter. Die Grundfarbe der Vorderflügel ist überwiegend milchig weiß, zuweilen auch weißgrau oder gelbgrau. Der Wurzelbereich ist hellbraun bis schwarzbraun gefärbt. Mit gleicher Farbe hebt sich ein großer Fleck am Vorderrand nahe der Mitte hervor. Die Intensität und Ausgestaltung dieses Flecks ist variabel. Im unteren Mittelfeld oder am Hinterrand sind bei einigen Exemplaren kleine schwarze Flecke vorhanden. Der dunkle Mittelfeldbereich ist jedoch fast nie durchgehend dunkel, wodurch sich die Falter von anderen Thera-Arten unterscheiden. Ebenfalls dunkel hebt sich der Apexbereich hervor. Im Saumband verläuft eine dünne, unterbrochene schwärzliche Linie, die sich auf den weißlichen Hinterflügeln fortsetzt. Diese zeigen auch schwach angelegte Querlinien.

### Raupe
Erwachsene Raupen sind grün gefärbt und besitzen weißliche Linien und Streifen, weshalb sie aufgrund der dadurch erzielten Ähnlichkeit mit Weißtannennadeln optisch gut vor Fressfeinden geschützt sind.

## Geographische Verbreitung und Vorkommen
Das Verbreitungsgebiet des Weißtannen-Nadelholzspanners erstreckt sich von Spanien über Mitteleuropa bis zum Balkan. Die Art fehlt in Fennoskandinavien. In den Alpen kommt sie noch in einer Höhe von 1600 Metern vor. Die Tiere bewohnen bevorzugt Tannen- und Mischwälder.

## Lebensweise
Die nachtaktiven Falter fliegen in zwei Generationen, von Ende Mai bis Mitte Juli sowie von Mitte August bis Mitte September. Tagsüber können sie zuweilen an Baumstämmen sitzend beobachtet werden. Nachts besuchen sie auch künstliche Lichtquellen. Die Raupen ernähren sich von den Nadeln der Weiß-Tanne (Abies alba). Es ist noch zu untersuchen, ob sie weitere Futterpflanzen annehmen. Die Raupen überwintern.

## Gefährdung
Der Weißtannen-Nadelholzspanner kommt in Deutschland in unterschiedlicher Anzahl vor, fehlt in den nördlichen Regionen und wird in der Roten Liste gefährdeter Arten auf der Vorwarnliste geführt.

## Systematik
Die Art wurde früher als Individualform des Variablen Nadelholzspanners (Thera variata) angesehen, weshalb sie bei älteren Aufzeichnungen oftmals als forma oder aberratio stragulata bezeichnet wird.